# Myrmeleon fulvinervis
Myrmeleon fulvinervis är en insektsart som först beskrevs av Navás 1934.  Myrmeleon fulvinervis ingår i släktet Myrmeleon och familjen myrlejonsländor. Inga underarter finns listade i Catalogue of Life.